# Wetzelsgrün

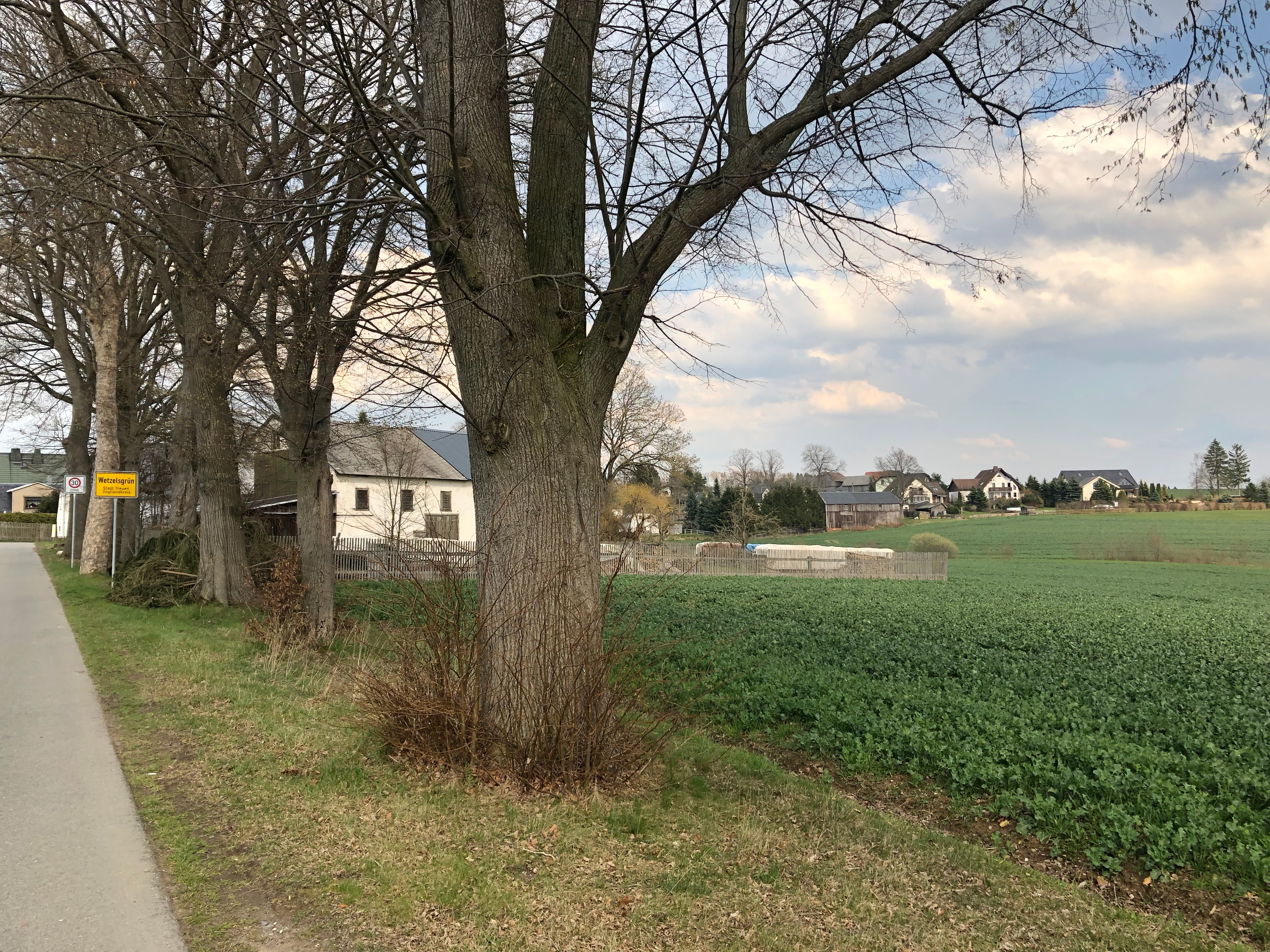
Ortseingang Wetzelsgrün (2019)

Wetzelsgrün ist ein Ortsteil der Stadt Treuen im sächsischen Vogtlandkreis. Er wurde am 1. Juli 1950 eingemeindet.

## Geografie

### Lage
Wetzelsgrün liegt westlich von Treuen im Osten des Naturraumes Vogtland im sächsischen Teil des historischen Vogtlands. Durch den Ort fließt der Wetzelsgrüner Bach, der über die Trieb in die Weiße Elster entwässert. Nordwestlich des Orts verläuft die Bundesautobahn 72.

### Nachbarorte
|                 | Hartmannsgrün                               |        |
| Gospersgrün     | Kompassrose, die auf Nachbargemeinden zeigt | Treuen |
| Thoßfell, Zobes | Altmannsgrün                                |        |

## Geschichte
Das Waldhufendorf Wetzelsgrün wurde im Jahr 1347 unter dem Namen „Weczilsgrune“ erstmals urkundlich erwähnt. Die Grundherrschaft über den Ort lag bis ins 19. Jahrhundert anteilig beim Rittergut Pöhl, der andere Teil unterstand als Amtsdorf direkt dem kursächsischen Amt Plauen. Im 16. Jahrhundert lag Wetzelsgrün zeitweise wüst. Wetzelsgrün lag bis 1856 im kursächsischen bzw. königlich-sächsischen Amt Plauen. 1856 wurde der Ort dem Gerichtsamt Treuen und 1875 der Amtshauptmannschaft Auerbach angegliedert.
Am 1. Juli 1950 erfolgte die Eingemeindung nach Treuen. Durch die zweite Kreisreform in der DDR kam Wetzelsgrün als Ortsteil der Stadt Treuen im Jahr 1952 zum Kreis Auerbach im Bezirk Chemnitz (1953 in Bezirk Karl-Marx-Stadt umbenannt), der ab 1990 als sächsischer „Landkreis Auerbach“ fortgeführt wurde und 1996 im Vogtlandkreis aufging.

### Einwohnerstatistik
1557 lebten in Wetzelsgrün 5 besessene Mann, 1 Häusler und 5 Inwohner; 1764 waren es 14 besessene Mann.
| Jahr          | 1834 | 1871 | 1890 | 1910 | 1925 | 1939 | 1946 |
| ------------- | ---- | ---- | ---- | ---- | ---- | ---- | ---- |
| Einwohnerzahl | 104  | 159  | 166  | 195  | 194  | 190  | 217  |

1910 war Wetzelsgrün unter den 69 Kommunen der Amtshauptmannschaft Auerbach auf Rang 67 der Einwohnerstatistik. 1925 waren 193 Einwohner Lutheraner und ein Einwohner war Katholik.

## Öffentlicher Nahverkehr
Wetzelsgrün ist mit der vertakteten RufBus-Linie 73 des Verkehrsverbunds Vogtland an Treuen und Bergen angebunden.

## Persönlichkeiten
- Ewald Siegert (1875–1947), Organist, Kantor und Komponist